# Jason Crow
Jason A. Crow, né le 15 mars 1979 à Madison, est un avocat et homme politique américain, membre du Parti démocrate. Il est élu de la Chambre des représentants des États-Unis pour le 6e district du Colorado depuis 2019.

## Biographie

### Jeunesse et éducation
Crow est né à Madison, dans le Wisconsin, en 1979. Il reçoit son baccalauréat à l'université du Wisconsin à Madison puis son Juris doctor à l'université de Denver,.

### Service militaire
Crow est un United States Army Rangers. Il sert trois ans en Irak et en Afghanistan. Crow prend part à la bataille de Samawa en 2003 dans la 82e division aéroportée. Pour sa participation dans ce conflit, il reçoit la Bronze Star. Crow sert par la suite sur le bureau des anciens combattants du Colorado de 2009 à 2014. Après son service, Crow devient partenaire dans la firme Holland and Hart Law Firm.

### Chambre des représentants
Le 17 avril 2017, Crow annonce qu'il sera candidat pour la nomination démocrate dans le 6e district du Colorado pour les élections de novembre 2018,. Son adversaire dans la primaire est l'homme d'affaires Levi Tillemann. Le 28 juin 2018, Crow défait Tillemann avec 66,0 % des votes,.
Le 6 novembre 2018, Crow affronte le républicain sortant Mike Coffman. Crow reçoit 54 % des votes et gagne deux des trois comtés du district,. Il prête serment le 3 janvier 2019 et devient ainsi le premier démocrate à représenter le district depuis sa création en 1983.